# Sérgio Ferreira (político)
Paulo Sérgio Ferreira Mota (Boa Vista, 29 de março de 1958) é um engenheiro e político brasileiro. Filiado ao PTB, foi deputado estadual de Roraima por dois mandatos consecutivos.

## Carreira política
Começou a carreira política em 1990 ao ser eleito deputado estadual pelo PSDB com um total de 950 votos.
Candidatou-se a vice-governador de Roraima em 1994 na chapa encabeçada por Getúlio Cruz, sendo derrotado por Neudo Campos. 
Foi eleito deputado estadual em 2002 pelo PDT. Candidatou-se a deputado estadual em 2006 pelo PTB, sem lograr êxito.